# Sahapi
Sahapi – wieś (desa) w kecamatanie Kelumpang Hilir, w kabupatenie Kotabaru w prowincji Borneo Południowe w Indonezji.
Miejscowość ta leży w południowo-zachodniej części kecamatanu, na wschód od drogi Jalan Indonesment Tarjun.